# Relaciones Guatemala-Perú
Guatemala y Perú tienen relaciones bilaterales e históricas de larga data. Ambos países son miembros de las Naciones Unidas (y su Grupo de los 77), la Comunidad de Estados Latinoamericanos y Caribeños, la Unión Latina, la Asociación de Academias de la Lengua Española, la Organización de Estados Americanos, la Organización de Estados Iberoamericanos y el Grupo Cairns.

## Historia
Ambos estados formaron anteriormente parte del Imperio español y establecieron relaciones formalmente en 1857, durante la Guerra Filibustera.
Ambos países se vieron brevemente involucrados en un incidente internacional cuando el embajador guatemalteco, José María Argueta, estaba entre los rehenes de la crisis de los rehenes de la embajada japonesa.
En 2017, los jefes de Estado Pedro Pablo Kuczynski y Jimmy Morales se reunieron en París con Luis Alberto Moreno, presidente del Banco Interamericano de Desarrollo.
En materia económica, Guatemala y Perú tienen un tratado de libre comercio firmado el 6 de diciembre de 2011.

## Misiones diplomáticas residentes
- Guatemala tiene una embajada en Lima.
- Perú tiene una embajada en la Ciudad de Guatemala.